# كوغانك
كوغانك (بالإنجليزية: Kuganak)‏ هي قرية تقع في قسم تشنارود الجنوبي الريفي (مقاطعة تشادغان) في إيران. يقدر عدد سكانها بـ 25 نسمة .